# نانجموی (مریلند)
نانجموی (به انگلیسی: Nanjemoy) یک منطقهٔ مسکونی در ایالات متحده آمریکا است که در شهرستان چارلز، مریلند واقع شده‌است.